# 池上庄

臺東廳管內圖(1938年)

池上庄為臺灣日治時期1937年至1945年間存在之行政區，轄屬台東廳關山郡。今台東縣池上鄉。

## 行政區劃
池上地區在清治時期至日治初期隸屬新鄉，臺東廳在1897年6月成立後，新鄉隸屬「水尾辨務署」。1898年7月31日，臺東廳公告劃設為25區，萬安庄、新開園庄、大坡庄、大坡社、躼躼埔庄被劃為「第8區」。1900年5月3日，新鄉改隸「璞石閣出張所」。1901年11月11日，璞石閣出張所改為「璞石閣支廳」。1905年7月17日，臺東廳改劃設為以地名稱呼的20區，萬安庄、新開園庄、大坡庄、大坡社合併為「新開園區」，萬安庄下有萬安、水墜等兩個土名。1909年10月25日，花蓮港廳自臺東廳劃出，新開園區改由臺東廳直轄。1911年8月21日，公告在新開園區東側設立移民村──池上村。1915年11月13日，里壠區、新開園區、鹿藔區三區獨立合併為「里壠支廳」。1919年1月15日，大坡庄被併入新開園庄。池上地區在此時的街庄如下：
- 新開園區
  - 新鄉：新開園庄、萬安庄、池上村[5]

1920年10月1日，原堡里鄉澚之行政區廢除，街庄社改為大字，臺東廳直轄及里壠支廳合併為「臺東支廳」。1923年5月2日，復設「里壠支廳」。池上地區在此時的大字如下：
- 新開園區：新開園、萬安、池上村[5]

1937年10月1日，臺東廳實施街庄制，改支廳為郡、改區為街庄；里壟支廳改為「關山郡」，新開園區改為關山郡「池上庄」，轄域內分為新開園（Shinkaien）、萬安（Banan）、池上（Ikegami）等3個大字，新開園大字下有「新開園」、「大坡」小字名，萬安大字下有「萬安」、「水墜」小字名。
二戰後，池上庄改為臺東縣關山區「池上鄉」。
| 1905年   | 1905年         | 1920年   | 1920年 | 1937年 | 1937年 | 現在   |
| 區       | 街庄社         | 街庄區   | 大字   | 街庄   | 大字   | 鄉鎮   |
| -------- | -------------- | -------- | ------ | ------ | ------ | ------ |
| 新開園區 | 新開園庄       | 新開園區 | 新開園 | 池上庄 | 新開園 | 池上鄉 |
| 新開園區 | 大坡庄、大坡社 | 新開園區 | 新開園 | 池上庄 | 新開園 | 池上鄉 |
| 新開園區 | 萬安           | 新開園區 | 萬安   | 池上庄 | 萬安   | 池上鄉 |
|          |                | 新開園區 | 池上村 | 池上庄 | 池上   | 池上鄉 |

## 區、庄長
- 第八區長
  - 卓清和：1898~1905年
- 新開園區長
  - 卓清和：1910年
  - 王經仔：1911年
  - 王明經：1912~1920年
  - 曾貴春：1921~1929年（亦為二戰後官派、第一任池上鄉長[10]）
  - 劉邦淮：1930年（亦為臺東廳公醫）
  - 杉田恒彥：1931~1937年（後任太麻里庄長）
- 池上庄長
  - 金川又次郎：1938~1940年（曾任里壟支廳警部、里壠區長）
  - 比嘉重德：1941年~[11]

## 設施
- 池上庄役場
- 池上郵便局：1941年12月20日設立[12]
- 池上驛
- 新開園蕃人公學校→新開園公學校→池上國民學校（今福原國小）
- 池上國民學校萬安分教場：1941年4月設立（今萬安國小）
- 池上尋常小學校：1919年8月1日設立，1921年4月1日設高等科[13]，1924年5月裁撤[14]
- 大坡池